# Zygomyia diplocercusa
Zygomyia diplocercusa är en tvåvingeart som beskrevs av Wu och Wang 2008. Zygomyia diplocercusa ingår i släktet Zygomyia och familjen svampmyggor. Inga underarter finns listade i Catalogue of Life.